# Can Arat
Can Arat (ur. 21 stycznia 1984 w Stambule) – turecki piłkarz pochodzenia ormiańskiego występujący na pozycji obrońcy. Zawodnik Antalyasporu.

## Kariera klubowa
Arat zawodową karierę rozpoczynał w 2002 roku w zespole Fenerbahçe SK z Süper Lig. W tych rozgrywkach zadebiutował 3 maja 2003 roku w przegranym 1:2 pojedynku z Bursasporem. Od stycznia 2004 roku do końca sezonu 2003/2004 przebywał na wypożyczeniu w ekipie Karşıyaka SK z 1. Lig. Z kolei cały sezon 2004/2005 spędził na wypożyczeniu w Sivassporze (1. lig). W 2005 roku wrócił do Fenerbahçe. Jego barwy reprezentował do roku 2009. W tym czasie wywalczył z nim mistrzostwo Turcji (2007), 2 wicemistrzostwa Turcji (2006, 2008) i 2 Superpuchary Turcji (2007, 2009). Z zespołem 2-krotnie wystąpił także w finale Pucharu Turcji (2006, 2009), jednak w obu przypadkach Fenerbahçe przegrywało tam swoje mecze.
W 2009 roku Arat odszedł do Belediyesporu, także grającego w Süper Lig. Pierwszy ligowy mecz zaliczył tam 14 lutego 2010 roku przeciwko Ankaragücü (1:1).

## Kariera reprezentacyjna
Arat jest byłym reprezentantem Turcji U-17, U-18, U-19 oraz U-21. W pierwszej reprezentacji Turcji zadebiutował natomiast 12 kwietnia 2006 roku w zremisowanym 1:1 towarzyskim meczu z Azerbejdżanem. Od 2006 roku znajduje się poza kadrą narodową.